# Ceratina unimaculata
Ceratina unimaculata là một loài Hymenoptera trong họ Apidae. Loài này được Smith mô tả khoa học năm 1879.